# Aachenfördraget

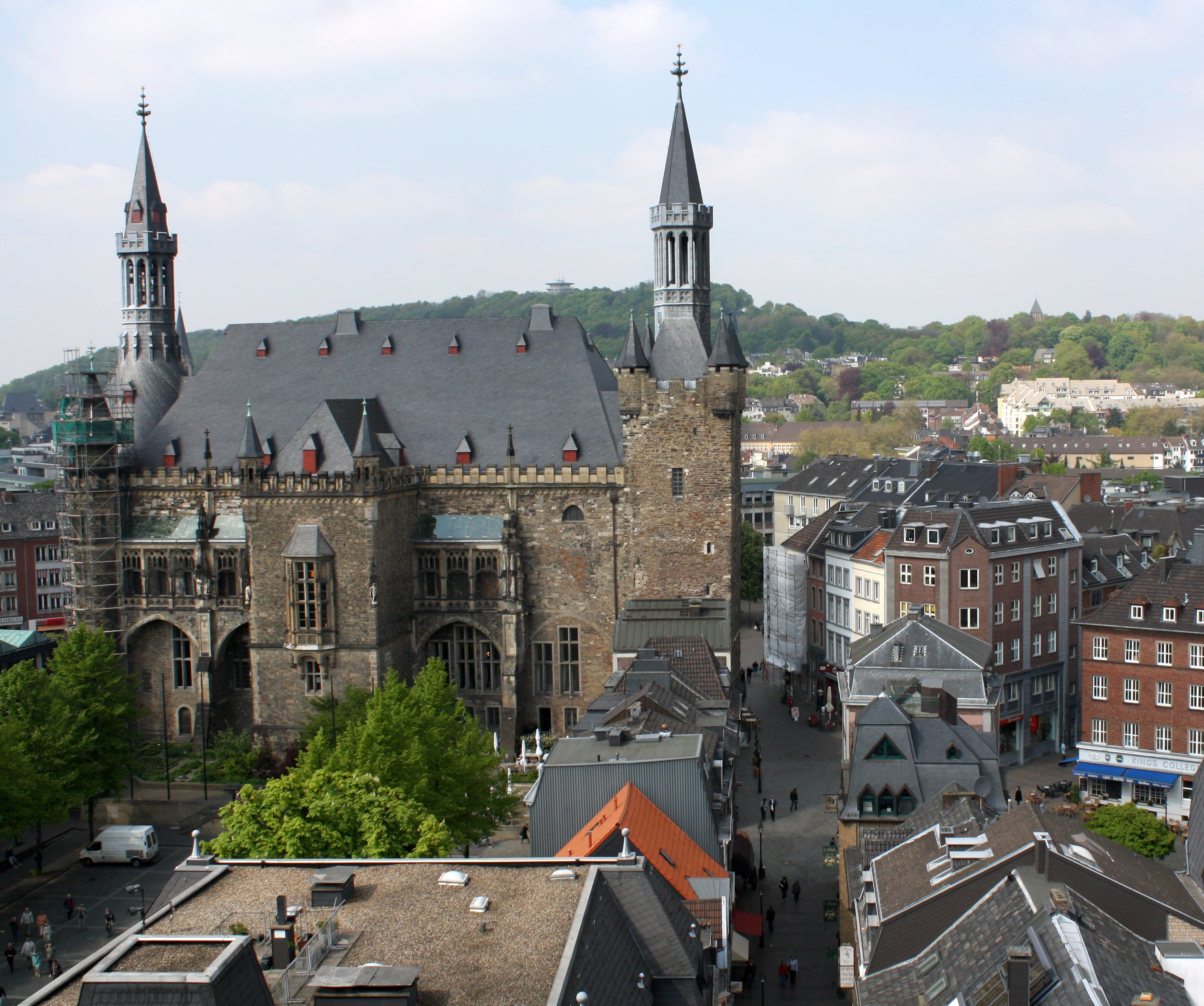
Aachens rådhus, platsen där fördraget undertecknades 22 januari 2019.

Aachenfördraget, formellt fördraget mellan Förbundsrepubliken Tyskland och Republiken Frankrike om det tysk-franska samarbetet och integration, är ett vänskapsfördrag mellan Frankrike och Tyskland som undertecknades av Tysklands förbundskansler Angela Merkel och Frankrikes president Emmanuel Macron i Aachen den 22 januari 2019, på årsdagen av det tidigare vänskapsfördraget Élysée-fördraget.

## Innehåll
Fördraget innehåller bestämmelser om ett fördjupat samarbete mellan Frankrike och Tyskland inom ramen för Europeiska unionen. Genom fördraget åtar sig båda länderna att förankra sina ståndpunkter kring europeiska frågor med varandra. De avser också harmonisera sina försvar och vapenexportprogram. Fördraget innebär ett fördjupat ekonomiskt samarbete med gemensamma regler, bland annat med ytterligare samarbete inom utbildning, sjukvård och arbetsmarknad. Syftet är att sudda ut gränserna mellan de båda länderna och ytterligare integrera länderna med varandra.